# Stazione meteorologica di Siena Poggio al Vento
La stazione meteorologica di Siena Poggio al Vento è la stazione meteorologica di riferimento per il Servizio Meteorologico dell'Aeronautica Militare e per l'Organizzazione Meteorologica Mondiale relativa alla città di Siena.
La stazione, gestita dal 1965 dai frati cappuccini del convento di Poggio al Vento, è rimasta presidiata fino al 1978 quando l'Aeronautica Militare decise di dismetterla. Fra il 1979 e il 2001 i frati cappuccini hanno continuato a mantenere attiva la stazione per conto del Servizio Idrologico Toscano, mentre in seguito è stata installata la stazione automatica DCP per conto dell'Aeronautica Militare attualmente non attiva. Dal 21 novembre 2017 è attiva una stazione meteorologica automatica gestita dal Servizio Idrologico Regionale nella stessa storica ubicazione.

## Caratteristiche
La stazione meteorologica idrologica si trova nell'Italia centrale, in Toscana, nel comune di Siena, a nord del centro storico, presso il convento dei frati cappuccini di Poggio al Vento, a 348 metri s.l.m. e alle coordinate geografiche 43°19′N 11°19′E.
La stazione meteorologica ha mantenuto l'originario codice WMO della dismessa stazione meteorologica di Siena Ampugnano, che era rimasta attiva fino al 31 ottobre 1966 presso l'area aeroportuale di Ampugnano.

## Dati climatologici 1951-1980
In base alla media trentennale 1951-1980, effettivamente elaborata tra il 1951 e il 1978 e non dissimile dalla media del trentennio di riferimento climatico 1961-1990 dell'Organizzazione Meteorologica Mondiale, la temperatura media del mese più freddo, gennaio, si attesta a +5,7 °C, mentre la temperatura media del mese più caldo, luglio, è di +22,9 °C.
Le precipitazioni medie annue fanno registrare il valore di 750 mm, con minimo in estate e picco massimo in autunno.
| Siena Poggio al Vento (1951-1980) | Mesi | Mesi | Mesi | Mesi | Mesi | Mesi | Mesi | Mesi | Mesi | Mesi | Mesi | Mesi | Stagioni | Stagioni | Stagioni | Stagioni | Anno |
| Siena Poggio al Vento (1951-1980) | Gen  | Feb  | Mar  | Apr  | Mag  | Giu  | Lug  | Ago  | Set  | Ott  | Nov  | Dic  | Inv      | Pri      | Est      | Aut      | Anno |
| --------------------------------- | ---- | ---- | ---- | ---- | ---- | ---- | ---- | ---- | ---- | ---- | ---- | ---- | -------- | -------- | -------- | -------- | ---- |
| T. max. media (°C)                | 8,6  | 9,7  | 12,5 | 16,3 | 21,0 | 24,9 | 28,5 | 28,1 | 24,0 | 18,6 | 13,2 | 9,4  | 9,2      | 16,6     | 27,2     | 18,6     | 17,9 |
| T. min. media (°C)                | 2,7  | 3,1  | 4,8  | 7,5  | 11,0 | 14,6 | 17,2 | 17,0 | 14,4 | 10,6 | 6,9  | 3,7  | 3,2      | 7,8      | 16,3     | 10,6     | 9,5  |
| Precipitazioni (mm)               | 66   | 62   | 62   | 72   | 57   | 42   | 30   | 39   | 70   | 76   | 97   | 77   | 205      | 191      | 111      | 243      | 750  |

## Temperature estreme mensili dal 1951 ad oggi
Di seguito sono riportati i valori estremi mensili delle temperature massime e minime registrate dal 1951 ad oggi.
In base alle suddette rilevazioni, la temperatura massima assoluta è stata registrata il 6 luglio 1952 con +39,6 °C, mentre la minima assoluta di -11,1 °C è datata 7 febbraio 1991.
| Siena Poggio al Vento (1951-2024) | Mesi        | Mesi         | Mesi        | Mesi        | Mesi        | Mesi        | Mesi        | Mesi        | Mesi        | Mesi        | Mesi        | Mesi        | Stagioni | Stagioni | Stagioni | Stagioni | Anno  |
| Siena Poggio al Vento (1951-2024) | Gen         | Feb          | Mar         | Apr         | Mag         | Giu         | Lug         | Ago         | Set         | Ott         | Nov         | Dic         | Inv      | Pri      | Est      | Aut      | Anno  |
| --------------------------------- | ----------- | ------------ | ----------- | ----------- | ----------- | ----------- | ----------- | ----------- | ----------- | ----------- | ----------- | ----------- | -------- | -------- | -------- | -------- | ----- |
| T. max. assoluta (°C)             | 18,4 (2024) | 23,5 (2021)  | 24,8 (2021) | 29,1 (2024) | 33,5 (2022) | 38,4 (2019) | 39,6 (1952) | 39,2 (2021) | 35,6 (1975) | 30,9 (2023) | 22,8 (1985) | 19,3 (2023) | 23,5     | 33,5     | 39,6     | 35,6     | 39,6  |
| T. min. assoluta (°C)             | −9,7 (1985) | −11,1 (1991) | −6,2 (1963) | −1,0 (2021) | 0,8 (1957)  | 6,8 (1975)  | 8,6 (1970)  | 10,2 (1995) | 6,7 (2001)  | 1,2 (1974)  | −5,2 (1998) | −7,9 (1996) | −11,1    | −6,2     | 6,8      | −5,2     | −11,1 |